# Zygaenosia papua
Zygaenosia papua är en fjärilsart som beskrevs av Charles Oberthür 1894. Zygaenosia papua ingår i släktet Zygaenosia och familjen björnspinnare. Inga underarter finns listade i Catalogue of Life.